# Филогелос
«Филогелос» (др.-греч. Φιλόγελως — «любитель посмеяться/смешного») — старейший дошедший до наших дней сборник шуток и анекдотов.
Сборник составлен на греческом языке, и, по мнению американского профессора Уильяма Берга, написан языком, который можно отнести к IV веку н. э. Создание его приписывается Гиероклу или Филагрию, о которых практически ничего не известно. Поскольку в шутке № 62 упоминается празднование тысячелетия Рима, сборник, возможно, относится к 248 году н. э., или более поздней дате. Хотя «Филогелос» является старейшим дошедшим до наших дней сборником анекдотов, имеются свидетельства о существовании более ранних трудов такого вида. Так, Афиней писал, что Филипп II Македонский платил клубу горожан в Афинах за то, что они записывали шутки своих членов, а в начале II века до н. э. герои Плавта дважды упоминают книги шуток.
Сборник состоит из 265 шуток, разделённых на темы, например, «учитель — ученик», «учёный — глупец». Главный персонаж шуток — «педант» (др.-греч. σχολαστικος), простоватый учёный с весьма своеобразной логикой. Кроме того, в «Филогелосе» высмеиваются жители таких городов, как Абдеры, Сидон и Кима, а также ворчуны, лентяи, завистники, обжоры и пьяницы.
Бо́льшая часть шуток из «Филогелоса» понятна современному читателю без дополнительных толкований. Некоторые тексты, однако, требуют комментариев, разъясняющих определённые представления людей той эпохи: например, непонятны шутки, в которых упоминается салат, если не знать, что в античности это растение считалось афродизиаком.
В 2008 году британский телеведущий Джим Боуэн опробовал материал на современной аудитории. Комик Джимми Карр утверждает, что многие шутки поразительно похожи на современные. Одна из них даже была описана как «предок известного скетча Монти Пайтон о мёртвом попугае».